# Nicu Vlad
Pour les articles homonymes, voir Vlad.
Nicolae Vlad, dit Nicu Vlad (né le 1er novembre 1963 à Piscu (Roumanie)) est un haltérophile roumain.
Il obtient la médaille d'or olympique en 1984 à Los Angeles en moins de 90 kg, une médaille d'argent en 1988 et une médaille de bronze en 1996. 
Il remporte aussi trois médailles d'or aux Championnats du monde en 1984, 1986 et 1990, trois médailles d'argent en 1987, 1989 et 1994 ainsi qu'une médaille de bronze en 1985. Nicu Vlad est aussi champion d'Europe en 1985 et 1986, et vice-champion d'Europe en 1987, 1989, 1990 et 1996.